# In the Flat Field
Albums de Bauhaus
Mask
(1981)
In the Flat Field est le premier album du groupe Bauhaus, sorti en 1980. Il est enregistré entre décembre 1979 et juillet 1980 et publié le 3 novembre 1980 sur le label 4AD.

## Liste des titres

### Édition originale vinyle
Toutes les chansons sont écrites et composées par Bauhaus (Daniel Ash, David J, Kevin Haskins et Peter Murphy).
| 1. | Double Dare        | 4:54 |
| 2. | In the Flat Field  | 5:00 |
| 3. | A God in an Alcove | 4:08 |
| 4. | Dive               | 2:13 |
| 5. | The Spy in the Cab | 4:31 |

| 6. | Small Talk Stinks | 3:35 |
| 7. | St. Vitus Dance   | 3:31 |
| 8. | Stigmata Martyr   | 3:46 |
| 9. | Nerves            | 7:06 |

### Réédition CD de 1988
Toutes les chansons sont écrites et composées par Bauhaus sauf mentions.
| No  | Titre                                       | Auteur     | Durée |
| --- | ------------------------------------------- | ---------- | ----- |
| 1.  | Dark Entries (version single)               |            | 3:52  |
| 2.  | Double Dare                                 |            | 4:54  |
| 3.  | In the Flat Field                           |            | 5:00  |
| 4.  | God in an Alcove                            |            | 4:08  |
| 5.  | Dive                                        |            | 2:13  |
| 6.  | Spy in the Cab                              |            | 4:31  |
| 7.  | Small Talk Stinks                           |            | 3:35  |
| 8.  | St. Vitus Dance                             |            | 3:31  |
| 9.  | Stigmata Martyr                             |            | 3:46  |
| 10. | Nerves                                      |            | 7:06  |
| 11. | Telegram Sam (version single)               | Marc Bolan | 2:11  |
| 12. | Rosegarden Funeral of Sores                 | John Cale  | 5:34  |
| 13. | Terror Couple Kill Colonel (version single) |            | 4:21  |
| 14. | Scopes                                      |            | 1:34  |
| 15. | Untitled                                    |            | 1:27  |
| 16. | God in an Alcove                            |            | 4:09  |
| 17. | Crowds                                      |            | 3:15  |

### Édition limitée 2 CD (2009)
Toutes les chansons sont écrites et composées par Bauhaus sauf mentions.
CD 1 : Liste des titres identique à celle de la version originale. 
| 1.  | Dark Entries (version single)                                    |            | 3:52 |
| 2.  | A God in an Alcove (Original Version)                            |            | 4:09 |
| 3.  | Untitled (face B du single Dark Entries)                         |            | 1:28 |
| 4.  | Terror Couple Kill Colonel (Original Beck Version)               |            | 4:45 |
| 5.  | Telegram Sam (Original Beck Version)                             | Marc Bolan | 2:19 |
| 6.  | Terror Couple Kill Colonel (version face B du single)            |            | 4:34 |
| 7.  | Scopes (face B du single Terror Couple Kill Colonel)             |            | 1:34 |
| 8.  | Terror Couple Kill Colonel (Southern Mix #2)                     |            | 4:26 |
| 9.  | Crowds (face B du single Telegram Sam)                           |            | 3:16 |
| 10. | Dive (Out-Take/Alternative Mix)                                  |            | 2:15 |
| 11. | Spy in the Cab (Out-Take/Alternative Mix)                        |            | 4:31 |
| 12. | Stigmata Martyr (Out-Take/Alternative Mix)                       |            | 3:45 |
| 13. | Rosegarden Funeral of Sores (face B du maxi single Telegram Sam) | John Cale  | 5:32 |
| 14. | Double Dare (Alternative Version/Mix #4)                         |            | 5:34 |
| 15. | Telegram Sam (Alternative Mix #1)                                | Marc Bolan | 2:24 |
| 16. | Untitled 2                                                       |            | 1:11 |

## Musiciens
- Peter Murphy : voix, guitares
- Daniel Ash : guitares, saxophone
- David J : basse, voix
- Kevin Haskins : batterie

## Classements hebdomadaires
| Classement (1980)             | Meilleure position |
| ----------------------------- | ------------------ |
| Royaume-Uni (UK Albums Chart) | 72                 |